# جاك بارون
جاك بارون (بالفرنسية: Jacques Baron)‏ هو شاعر فرنسي، ولد في 21 فبراير 1905 في باريس في فرنسا، وتوفي بنفس المكان في 30 مارس 1986.